# 基拉伊浴場

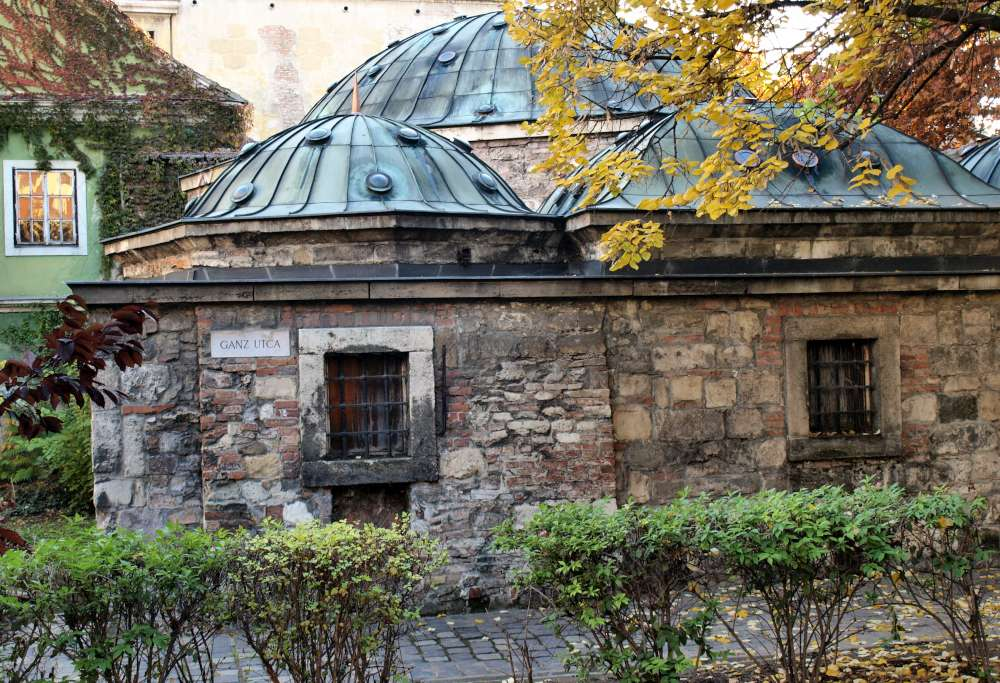
基拉伊浴場

基拉伊浴場（匈牙利語：Király fürdő）是位於匈牙利首都布達佩斯的一座溫泉浴場。這座浴場修建鄂圖曼土耳其時代的16世紀，浴場設施具有濃厚的中東色彩，擁有土耳其式的天井和八角形浴池。四個浴池溫度不同，分別自26度40至40℃。